# János Németh
János Németh   (Budapest, 12 de juny de 1906 - Madrid, 5 de març de 1988) va ser un waterpolista i entrenador hongarès que va competir durant les dècades de 1920, 1930 i 1940.
El 1932 va prendre part en els Jocs Olímpics de Los Angeles, on va guanyar la medalla d'or en la competició de waterpolo, una medalla que revalidà als Jocs de Berlín de 1936. En el seu palmarès també destaquen tres campionats d'Europa (1931, 1934 i 1938) i onze lligues hongareses de waterpolo, entre 1930 i 1939 i el 1944.
Durant la seva carrera internacional, entre 1929 i 1939, Hongria va perdre només un dels 105 partits que disputà Nemeth. Posteriorment va entrenar a l'equip nacional entre 1942 i 1943 i durant els Jocs de Londres de 1948. Després de la Revolució hongaresa de 1956 va emigrar a Espanya, on va tornar a exercir d'entrenador. El 1969 fou incorporat a l'International Swimming Hall of Fame.